# Charles Heidsieck

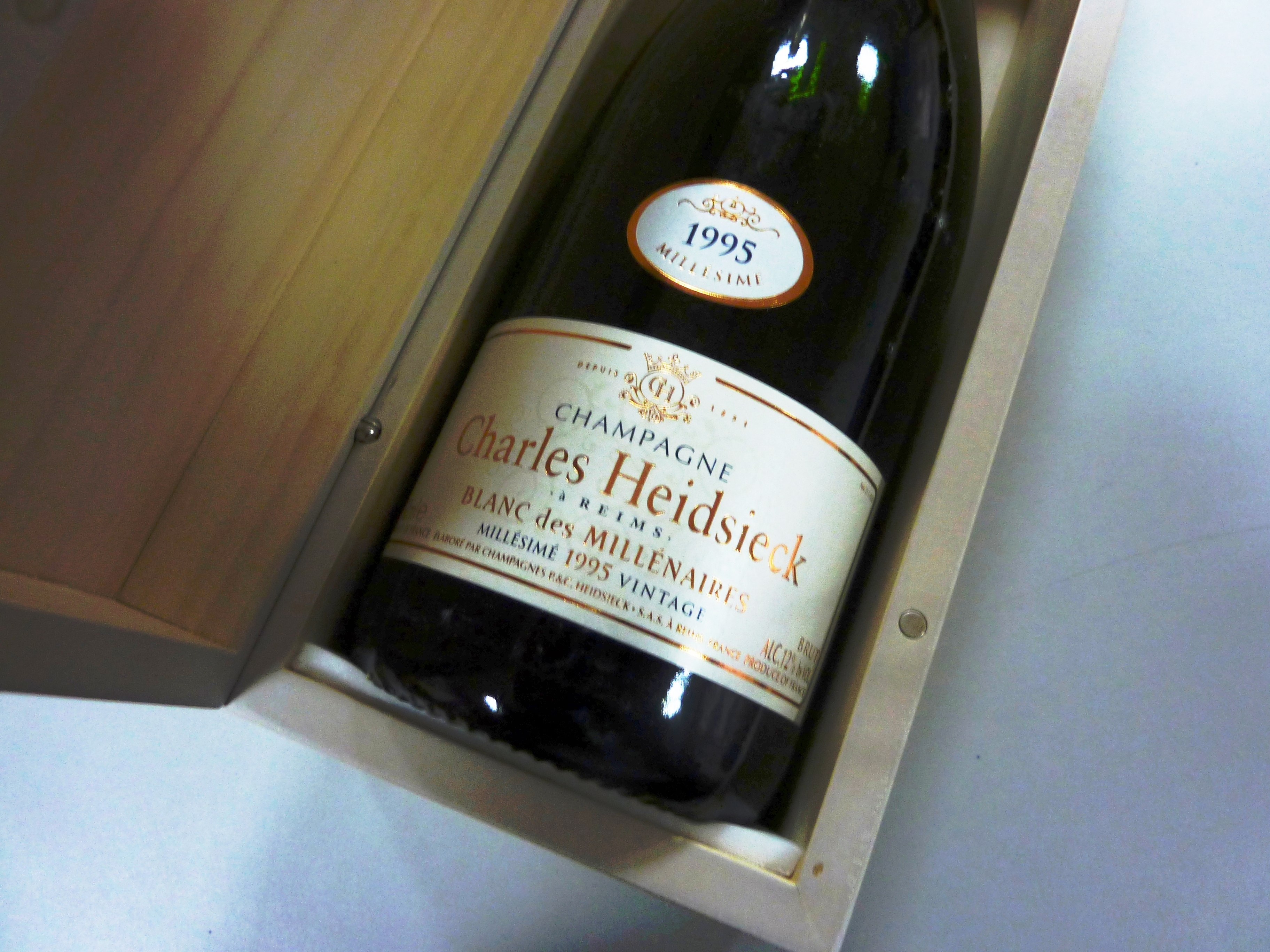
Een fles Charles Heidsieck

Charles Heidsieck is een in 1851 gesticht champagnehuis dat in Reims is gevestigd. Het bedrijf is eigendom van het drankconcern Rémy Cointreau. De cuvée de prestige van het huis is de Blanc des Millénaires.

## Charles Heidsieck
De stichter was de 19e-eeuwse Franse champagnehandelaar Charles Camille Heidsieck (1822-1893). Hij was de zoon van een lutherse predikant uit Westfalen en heeft de schuimende wijn in de Verenigde Staten populair gemaakt en werd daar "Champagne Charlie" genoemd. Tijdens de Amerikaanse Burgeroorlog werd Charles Heidsieck gevangengezet op verdenking van spionage voor de Franse regering en de zuidelijke staten. Zijn gevangenschap leidde tot spanningen tussen Frankrijk en Verenigde Staten.
Charles Heidsieck was de zoon van Charles-Henri Heidsieck, een Franse koopman die vlak voor het leger van Napoleon Moskou zou bezetten in die stad aankwam om aan de winnende partij, wie dat was maakte hem niet uit, champagne te verkopen.
Charles-Henri was een neef van Florens-Louis Heidsieck, mede-oprichter van het champagnehuis dat uiteindelijk als Piper-Heidsieck bekend werd. Hij was ook een neef van Henri-Louis Walbaum en Pierre Auguste Heidsieck die Heidsieck & Co Monopole hebben gesticht. Charles Camille was getrouwd met Amélie Henriot uit het gelijknamige champagnehuis.
In 1852 voer Charles Heidsieck voor het eerst naar de Verenigde Staten waar hij New England en de Staat New York bezocht. Hij zag het potentieel voor de Amerikaanse markt snel in en benoemde een handelsagent om de import te vergemakkelijken.  De massale invoer van champagne was een groot succes. Toen Heidsieck vijf jaar later terugkwam werd hij in New York met feestelijkheden begroet.

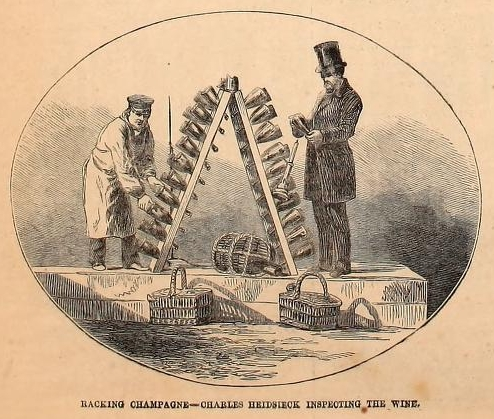
Charles Heidsieck inspecteert de remuage, het draaien en keren van de flessen.

De in de 19e eeuw populaire universele tentoonstellingen boden Charles Heidsieck de gelegenheid om publiciteit rond zijn wijn te genereren. In 1859 kende de universele tentoonstelling van Bordeaux hem een gouden medaille toe die op het etiket van zijn flessen werd afgebeeld.
Toen de Amerikaanse Burgeroorlog uitbrak vormden onbetaalde Amerikaanse rekeningen meer dan de helft van zijn vennootschappelijk vermogen. Heidsieck reisde naar de opstandige Zuidelijke staten om te redden wat er nog te redden was. Hij accepteerde katoen bij wijze van betaling maar de door hem gecharterde schepen werden onderweg naar Europa door de Noordelijke marine aangehouden en tot zinken gebracht. Tot overmaat van ramp liet de Noordelijke generaal Butler Heidsieck meer dan 7 maanden gevangenzetten op beschuldiging van spionage. Charles Heidsieck gevangenisstraf veroorzaakt een diplomatiek incident tussen de Franse en Amerikaanse regering dat bekend werd als het Heidsieck Incident. 
De Franse keizer Napoleon III zette zich persoonlijk in voor de vrijlating van zijn onderdaan. Toen Charles Heidsieck op 16 november 1862 werd vrijgelaten was zijn gezondheid geruïneerd en zijn bedrijf failliet. Een speculatie met land in de staat Colorado heeft Charles Heidsieck in staat gesteld zijn vermogen weer terug te winnen en opnieuw een champagnehuis te stichten.
In 1862 besloot Charles-Camille Heidsieck dat grote kelders en niet wijngaarden de sleutel voor succes in de champagne-industrie zouden zijn. Hij liet het opkweken, onderhouden en oogsten over aan de boeren die met contracten aan zijn bedrijf werden gebonden. Zelf legde hij zich toe op persen en vinificeren. Het bedrijf bezit nog steeds kilometerslange gangen in de krijtrotsen onder Reims.

## De 20e eeuw

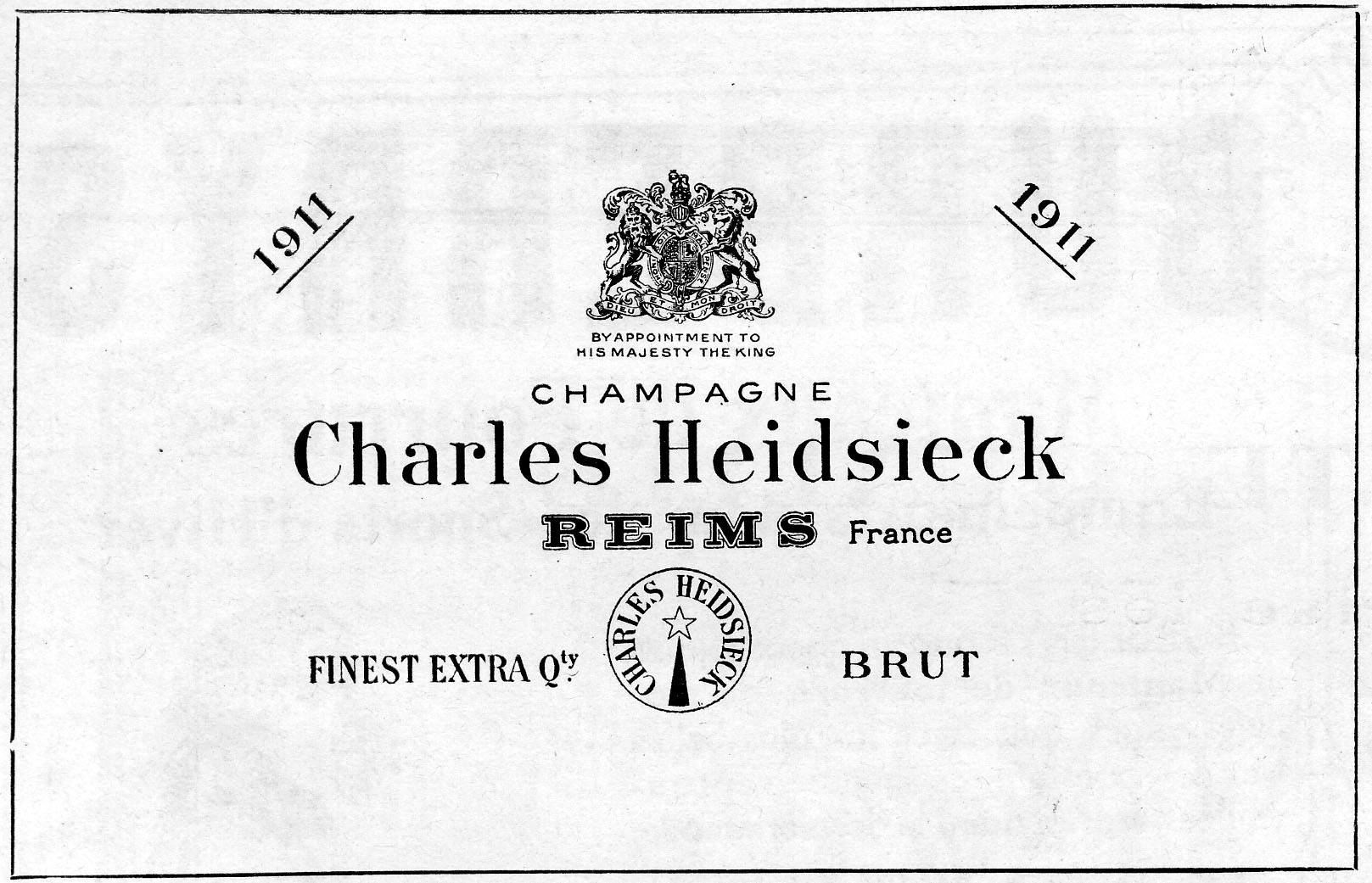
Etiket uit 1923 met het wapen van de Britse koning

In de vroege 20e eeuw verdeelden de grootste huizen de exportmarkt onderling. Louis Roederer en Veuve Clicquot-Ponsardin concentreerden zich op Rusland, Pommery maakte veel reclame in Engeland en Charles Heidsieck was zeer actief op de Amerikaanse markt. De Russische Revolutie, twee wereldoorlogen en de drooglegging van de Verenigde Staten hebben de champagnehuizen veel schade berokkend.
Het huis was hofleverancier van de Britse koning George V.
Eind 20e eeuw waren de champagnes van Charles Heidsieck sterk wisselend van kwaliteit. Het bedrijf had gebrek aan kapitaal om in moderne technieken te investeren en het gebrek aan eigen wijngaarden liet zich voelen. Sindsdien heeft het huis 45 hectare wijngaard gekocht waaronder een wijngaard in de grand cru-gemeente Montgueux, bijgenaamd "de Montrachet van de Champagne". Sindsdien is de productie van een constant hoog niveau.
De firma Charles Heidsieck was lange tijd in handen van de firma Henriot. In 1985 werd Charles Heidsieck verkocht aan Rémy Cointreau die het bedrijf in 2011 doorverkocht aan EPI (Européenne de Participation Industrielle),een investeerder in luxe-producten. Het bedrijf bezit buiten Reims een grote en moderne "cuverie" waar honderdduizenden liters wijn in grote roestvrijstalen tanks worden bewaard.

## Cuvées
- De Brut Réserve is een droge champagne die wordt geassembleerd uit pinot noir, pinot meunier en chardonnay van ongeveer 60 verschillende wijngaarden. 40% van de wijn is afkomstig uit de reserves waarvan een deel meer dan 10 jaar in de kelders is bewaard. De flessen werden in afwachting van de dégorgement drie jaar in de kelders gelagerd om op het gist te rijpen.
- De Rosé Réserve is een assemblage van wijnen; deze roséchampagne is aangevuld met wijn uit de reserves van het huis. Deze flessen mochten drie jaar in de kelders rijpen.
- De Blanc des Millénaires 1995. De Cuvée de prestige van het huis is een blanc de blancs gemaakt van de chardonney uit de Côte des Blancs. De druiven van deze millésime werden in het goede wijnjaar 1995 geoogst en de flessen werden 17 jaar lang in de kelders gelagerd.
- De 2000 vintage Brut werd tien jaar in de kelders gelagerd.
- De 1999 vintage Rosé. Deze millésime is gemaakt van druiven die in 1999 werden geplukt. De flessen mochten twaalf jaar in de kelders rijpen.

Het huis vermeldt op de etiketten in welk jaar de dégorgement plaatsvond. Ook het jaar van de "prise de mousse", het lageren van de geassembleerde wijn in de kelders, wordt vermeld. Bij Charles Heidsieck ligt de nadruk op de techniek, niet op de herkomst van de druiven. Het huis schermt dan ook niet met de oogst in grand- of premier cru-gemeenten of bijzondere wijngaarden. Het accent ligt op de assemblage van de wijnen en de vinificatie door de keldermeester.